# Toa Airways
Toa Airways (Tōa Kōkū, jap. 東亜航空), im Markenauftritt auch TAW, war eine am 26. November 1953 gegründete japanische Inlandsfluggesellschaft. Die Fluggesellschaft flog hauptsächlich den japanischen Flugzeugtyp NAMC YS-11. Am 15. Mai 1971 fusionierte sie mit der Japan Domestic Airlines (Nihon Kokunai Kōkū) zur Toa Domestic Airlines (Tōa Kokunai Kōkū).

## Zwischenfälle
Die Toa Airways verzeichnete in ihrer Geschichte einen Zwischenfall:
- Am 23. Februar 1962 verunglückte eine De Havilland Heron DH.114 Heron 1B (Luftfahrzeugkennzeichen JA6158) am Mount Ohira auf der Insel Tsushima. Dabei kamen die drei Mann Besatzung an Bord des Flugzeuges ums Leben.[2]